# Liste der Baudenkmale in Ummern
In der Liste der Baudenkmale in Ummern sind alle Baudenkmale der niedersächsischen Gemeinde Ummern aufgelistet. Die Quelle der Baudenkmale ist der Denkmalatlas Niedersachsen. Der Stand der Liste ist der 2. Mai 2021.

## Allgemein
In den Spalten befinden sich folgende Informationen:
- Lage: die Adresse des Baudenkmales und die geographischen Koordinaten. Kartenansicht, um Koordinaten zu setzen. In der Kartenansicht sind Baudenkmale ohne Koordinaten mit einem roten Marker dargestellt und können in der Karte gesetzt werden. Baudenkmale ohne Bild sind mit einem blauen Marker gekennzeichnet, Baudenkmale mit Bild mit einem grünen Marker.
- Bezeichnung: Bezeichnung des Baudenkmales
- Beschreibung: die Beschreibung des Baudenkmales. Unter § 3 Abs. 2 NDSchG werden Einzeldenkmale und unter § 3 Abs. 3 NDSchG Gruppen baulicher Anlagen und deren Bestandteile ausgewiesen.
- ID: die Objekt-ID des Baudenkmales
- Bild: ein Bild des Baudenkmales, ggf. zusätzlich mit einem Link zu weiteren Fotos des Baudenkmals im Medienarchiv Wikimedia Commons. Wenn man auf das Kamerasymbol klickt, können Fotos zu Baudenkmalen aus dieser Liste hochgeladen werden:

## Ummern

### Gruppe: Dorfstraße 24
Die Gruppe hat die ID 33921115. Dreiseithofanlage mit Wohnhaus von 1911, Stall und Scheune samt straßenseitiger Einfriedung aus Werksteinpfeilern mit Jugendstilelementen und Holzzaun.

| Lage                                       | Bezeichnung | Beschreibung | ID       | Bild |
| ------------------------------------------ | ----------- | --- | -------- | ---- |
| Dorfstraße 24 52° 35′ 27″ N, 10° 26′ 10″ O | Wohnhaus    | Einstöckiges traufständiges Fachwerkwohnhaus unter hohen Satteldach mit Fußwalm, ausgebautes DG. Leicht vorkragende OGs, Fassadengliederung mit K-Streben, Zierfachwerk und Jugendstilelementen. Straßenseitig mittiges Zwerchhaus unter Satteldach. Hauseingangsbereich als Veranda mit freistehenden verzierten Fachwerkständern und zweiflügeligen farblich gestalteten Haustür mit Oberlicht und seitlich angeordneten Fenstern. | 33942126 | BW   |
| Dorfstraße 24 52° 35′ 26″ N, 10° 26′ 10″ O | Stall       | Eingeschossige Fachwerkscheune unter Satteldach, zwischen Wohnhaus und Scheune giebelseitig angeschlossen. | 33942150 | BW   |
| Dorfstraße 24 52° 35′ 26″ N, 10° 26′ 10″ O | Scheune     | Eingeschossige Fachwerkscheune unter Satteldach, Giebeldreieck mit vertikaler Holzschalung, Südfassade verkleidet. | 33942174 | BW   |

### Einzelbaudenkmale
| Lage                                      | Bezeichnung               | Beschreibung | ID       | Bild |
| ----------------------------------------- | ------------------------- | --- | -------- | ---- |
| Dorfstraße 20 52° 35′ 27″ N, 10° 26′ 4″ O | Wohnhaus                  | Eingeschossiger traufständiger Fachwerkbau auf niedrigem verputzten Sockel unter Krüppelwalmdach. Mittelrisalit mit Zwerchhaus, Zierfachwerk mit Andreaskreuzen sowie zeitgenössischen erhaltenen Galgenfenstern. Hauseingangsbereich als Veranda mit freistehenden verzierten Fachwerkständern und zweiflügeligen farblich gestalteten Haustür mit Oberlicht und seitlich angeordneten Fenstern. | 33942054 | BW   |
| Dorfstraße 21 52° 35′ 29″ N, 10° 26′ 0″ O | Schule                    | Eingeschossiger traufständiger Fachwerkbau auf Backsteinsockel unter hohen abgewalmten Dach mit im Westen quergestellten Anbau unter Satteldach. Zur Dorfstraße zentraler Haupteingang, rückwärtig Nebeneingänge. | 33942078 | BW   |
| Dorfstraße 22 52° 35′ 26″ N, 10° 26′ 7″ O | Wohn-/ Wirtschaftsgebäude | Giebelständiges Vierständerhallenhaus unter ziegelgedecktem Halbwalmdach mit leicht außermittiger Längseinfahrt. | 33942102 | BW   |